# Regensburger Domspatzen

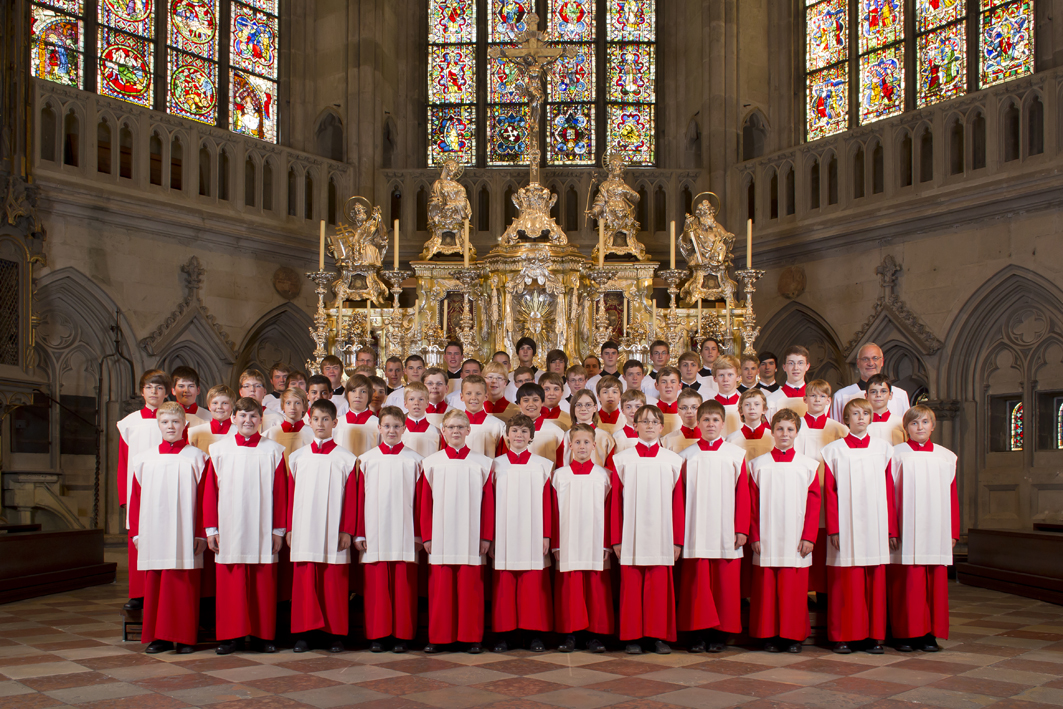
Sbor v řezenské katedrále

Regensburger Domspatzen („Vrabci řezenského dómu“) je pěvecký sbor pro liturgickou hudbu v katedrále svatého Petra v Řezně (Regensburg) v Bavorsku (Německo). Sbor je chlapecký, skládá se pouze z chlapců a mladých mužů.

## Historie a organizace
Kořeny sboru sahají až do roku 975, kdy biskup Wolfgang z Řezna založil katedrální školu, která – mimo jiné – měla zajišťovat liturgický zpěv v katedrále. V průběhu více než tisícileté historie sbor zažil mnoho vzestupů i pádů. Ve 20. století se Domspatzen stali světově proslulí, a to zejména prostřednictvím dvou sbormistrů, kteří sbor formovali v průběhu 70 let: Theobald Schrems (dómský kapelník 1924–1964) a Georg Ratzinger (dómský kapelník 1964–1994, starší bratr papeže Benedikta XVI.). Schrems položil základy, které umožnily úspěch tím, že sboru dal jeho současnou institucionální podobu: internátní škola pro chlapce ve věku 10 až 19 let, soukromá střední škola s důrazem na hudební vzdělání, a pěvecký sbor jako dominantní prvek. Tímto způsobem chlapci mohou studovat intenzivně zpěv a hudbu a společně pod jednou střechou získávají též vysoce kvalitní všeobecné vzdělání. To umožňuje větší efektivitu a zabraňuje vyčerpání studentů. Ratzinger zdokonalil sbor po hudební stránce a povznesl jej na vysokou uměleckou úroveň. Po jeho odchodu na odpočinek se po několika letech stal, patrně kvůli svému bratrovi Benediktu XVI., terčem bulvárních novinářů ve víceméně uměle vyvolané aféře se zneužíváním dětí, se kterou on ovšem objektivně nic společného neměl.
Chlapci vystupují při světských koncertech v modrých stejnokrojích s motýlkem, muži v černých oblecích s kravatou. Při bohoslužbách nosí klasický liturgický oděv, chlapci celoročně v barvě červené, muži v černé, všichni s bílou rochetou.
Od roku 1994 je kapelníkem Roland Büchner, po staletích první laik v tomto úřadě. Sbor si i pod jeho vedením udržel nejvyšší úroveň.

## Nahrávky a vystoupení
Sbor má obsáhlou diskografii, bylo o něm natočeno několik filmů a absolvuje i mnoho úspěšných zahraničních turné; zajímavostí je, že jeho patrně první zahraniční cesta vedla do Prahy.
Hlavním účelem sboru však zůstává liturgická hudba v katedrále sv. Petra.